# Многочлен Шабата

Дерево многочлена p(x) = x^{6}.

Деревья многочленов Чебышёва.

Многочлен Шабата — многочлен с не более чем двумя критическими значениями.
Многочлены Чебышёва являются важным частным случаем.
Названы в честь Георгия Борисовича Шабата.
В теории детских рисунков многочленам Шабата соответствуют вложенные деревья на комплексной плоскости — если два критические значения равны {\displaystyle a,b}, то прообраз отрезка {\displaystyle [a;b]} является вложенным деревом.
При этом степень многочлена равна числу рёбер в дереве.

## Примеры
- У одночлена p(x) = xd ноль является единственной критической точкой и также единственным критическим значением. Соответствующий детский рисунок — это звезда, имеющая одну центральную вершину, соединённую с концевыми вершинами.

- Многочленам Чебышёва соответствует путь с длиной, равной степени.

## Свойства
Различным вложенным деревьям соответствуют различные многочлены Шабата с точностью до нормировки и линейных преобразований аргумента.
Тем не менее, найти этот многочлен по вложенному дереву не просто.